# Alain Macé
Pour les articles homonymes, voir Macé.
 (janvier 2012).
Si vous disposez d'ouvrages ou d'articles de référence ou si vous connaissez des sites web de qualité traitant du thème abordé ici, merci de compléter l'article en donnant les références utiles à sa vérifiabilité et en les liant à la section « Notes et références ».
Alain Macé est un acteur français né en 1946.

## Biographie
Après des études à l'École de la rue Blanche puis au Conservatoire national supérieur d'art dramatique, Alain Macé tourne dans plusieurs films historiques au cinéma et à la télévision, notamment Danton d'Andrzej Wajda en 1983 (rôle du révolutionnaire François Héron), Le Radeau de la Méduse d'Iradj Azimi en 1998, Les Chevaliers de la Table ronde, Talou.

## Théâtre
- 1967 : Arlequin valet de deux maîtres de Carlo Goldoni, mise en scène Jean-Louis Thamin, théâtre de la Gaîté-Montparnasse
- 1971 : Le Testament du chien d'Ariano Suassuna, mise en scène Guy Lauzin, théâtre national de l'Odéon
- 1973 : Khoma de Henri Michaux, mise en scène Jean-Philippe Guerlais, Festival d'Avignon
- 1973 : Gob ou le journal d'un homme normal, mise en scène Didier Bezace, Jacques Nichet, théâtre de l'Aquarium
- 1974 : Tu ne voleras point, création collective, mise en scène Jacques Nichet, théâtre de l'Aquarium
- 1975-1976 : Ah Q de Jean Jourdheuil, Bernard Chartreux, mise en scène Jacques Nichet, théâtre de l'Aquarium puis théâtre national de Strasbourg et maison de la culture de Nevers et de la Nièvre
- 1976 : La jeune lune tient la vieille lune toute une nuit dans ses bras de Jean-Loup Martin, Jacques Nichet, théâtre de l'Aquarium
- 1989-1990 : Le Baladin du monde occidental de John Millington Synge, mise en scène Jacques Nichet, théâtre des Treize Vents, tournée puis théâtre de la Ville
- 1999 : Via Sébastopol de Valérie Durin, mise en scène Dominique Verrier, théâtre de Corbeil-Essonnes
- 1999-2000 : Meurtres hors champ d'Eugène Durif, mise en scène Jean-Michel Rabeux, théâtre Ouvert puis Rencontres d'été de la chartreuse de Villeneuve-lès-Avignon
- 2002 : Calderon, la représentation de la représentation de Pier Paolo Pasolini, mise en scène Jean-Marc Musial, Le Phénix
- 2002 : Anticlimax de Werner Schwab, mise en scène Hauke Lanz, MC93 Bobigny, La Rose des vents
- 2003 : Plume de Henri Michaux, mise en scène Sylvain Maurice, théâtre de la Commune
- 2005 : Les Brigands de Friedrich Schiller, mise en scène Paul Desvaux, Nouveau Théâtre de Besançon, théâtre 71 Malakoff, théâtre de Lorient, La Criée
- 2006 : L'Apprentissage de Jean-Luc Lagarce, mise en scène Sylvain Maurice
- 2008 : Peer Gynt de Henrik Ibsen, mise en scène Aurélie Hubeau, Sylvain Maurice, Nouveau Théâtre de Besançon
- 2009 : Paroles d'acteurs / Meeting Massera de Jean-Charles Massera, mise en scène Jean-Pierre Vincent, théâtre de la Cité internationale
- 2009-2010 : L'Apprentissage de Jean-Luc Lagarce, mise en scène Sylvain Maurice, Les Déchargeurs puis Festival Off d'Avignon
- 2011 : Plume de Henri Michaux, mise en scène Sylvain Maurice, Les Déchargeurs, Nouveau Théâtre de Besançon
- 2012 : Antigone de Sophocle, mise en scène Olivier Broda, théâtre du Temps pluriel, maison de la culture de Nevers et de la Nièvre

## Filmographie

### Cinéma
- 1983 :  Danton  d'Andrzej Wajda : François Héron
- 1990 :  Les Chevaliers de la Table ronde de Denis Llorca : le roi Arthur
- 1992 : Vincennes Neuilly de Pierre Dupouey : Josip
- 1998 : Le Radeau de la Méduse[1] d'Iradj Azimi : Henri Savigny

### Télévision
- 1978 : Guerres civiles en France (épisode Premier Empire de Joël Farges)
- 1980 : Talou de Jean-Louis Roy : Sébastien
- 1980 : Cinéma 16 : l'huissier (épisode Il me faut un million de Gérard Chouchan)
- 1982 : L'Adieu aux enfants de Claude Couderc : l'étudiant
- 1984 : Série noire : Chauvin (épisode L'ennemi public no 2 d'Édouard Niermans)